# عين البيضاء (ولاية أم البواقي)
عين البيضاء (باللاتينية Ain Beida) ، (بالأمازيغية : ⵜⴰⵍⴰ ⵜⴰⵎⵍⵍⴰⵍⵜ) ، وهي مدينة تقع بـ ولاية أم البواقي، وهي من بين إحدى عشرة دائرة التابعة لولاية أم البواقي، وتعتبر من أكبر الدوائر من حيث الكثافة السكانية والمساحة، تقع في شمال شرق الجزائر 35.48 شمالا 7.8 شرقا
وهي تبعد عن مدينة أم البواقي ب 24 كلم.
و عن مدينة عنابة ب 173 كلم وعن مدينة تبسة ب 88 كلم وعن مدينة الجزائر العاصمة ب 500 كلم وعن مدينة قسنطينة ب 110 كلم.
يبلغ ارتفاعها عن مستوى سطح البحر ب1008 م. بالإضافة إلى احتوائها على أكبر مصنع بالشرق الجزائري للكهرباء

## التسمية
سميت بـ: عين البيضاء وذلك حسب الأسطورة المتداولة حول قصة دياب الهلايلي مع فرسه الأبيض. كما توجد بالقرب من المدينة عين تسمي عين البيضاء الصغيرة وتقول الأسطورة أن فرسه توفيت بـ: القرب من العين. كما ان لها تاريخ قديم جدا منذ الامبراطورية الرومانية وكانت تسمى مارسيميني بالإضافة إلى احتوائها الاثار الرومانية وكتابات على الاساسات في حديقة 1 نوفمبر 1954 وجاء ورائها الاستعمار الفرنسي الذي اسسها كمدينة فرنسية وتحتوي في مركز المدينة على كنيسة.
ومع مجيء القوات الفرنسية إلى الجزائر، تم إخضاع المدينة باحتلالها سنة 1848م، لتطلق عليها فيما بعد تسمية عين البيضاء نسبة لوجود منبع أبيض la fontaine blanche. [بحاجة لمصدر]

## اللغة
يتكلم سكان عين البيضاء اللغة الشاوية، وتستخدم اللغة العربية الفصحى في المحررات والمواثيق الرسمية، كما ينص دستور الدولة.

## جغرافيا

### المناخ
مناخها قاري شديد البرودة في الشتاء قد تصل في الليل إلى -5 تحت الصفر وتسقط فيها الثلوج بمعدل 2 يومين في الأسبوع كما تتساقط فيه الأمطار بغزارة. أما فصل الصيف فيكون شبه جاف مع ارتفاع في الحرارة قد يصل إلى + 40 درجة تحت الظل في النهار. ويبلغ المتوسط السنوي لتساقط الأمطار 350 ملم.

### حدودها
يحدها من الشمال والغرب دائرة بريش، ومن الجنوب دائرة فكيرينة، ومن الشرق دائرة الزرق، وهي تقاطع طرق أربع من الغرب طريق قسنطينة والجزائر العاصمة، من الشمال إلى ولايات سوق اهراس وقالمة وعنابة وسكيكدة، ومن الشرق ولاية تبسة وجنوبا إلى ولاية خنشلة وباتنة وبسكرة.

### الموقع
هي مدينة تقع في شمال شرق الجزائر 35.48 شمالا 7.8 شرقا وهي تبعد عن مدينة قسنطينة بـ 110 كلم. وعن مدينة عنابة بـ 170كلم وعن مدينة تبسة بـ 88 كلم. يبلغ ارتفاعها عن مستوى سطح البحر بـ 1008 م.

## تاريخ

### تاريخ قديم
في العصر الروماني ، كانت بلدة Marcimeni المحصنة محطة توقف بين سيرتا وتبسة. حوالي عام 439 ، سقطت في أيدي الفاندال وظلت كذلك حتى عام 533. عندما وصلت الفتوحات العربية إلى المنطقة ، كان السكان ينتمون إلى قبيلة الهوارة البربرية.

### عصر الوسيط
في العهد العثماني ، شكّل الحركتا قبيلة مخزنة واتخذ زعيمهم لقب قائد العويسي وجلس في قسنطينة.

### الإحتلال الفرنسي
بعد صد الهجوم الفرنسي الأول بقيادة الجنرال فرانسوا دي نيجرييه في عام 1838 ، سقطت المدينة في 23 مارس 1848. أقيم برجان في عامي 1849 و1852 ، كانا بمثابة مقر إقامة لسي علي با أحمد ، ثم للكابتن بونفاليت. على التوالي على رأس كونفدرالية الحركتا والدائرة العسكرية لعين بيضا.
في عام 1853 ، كانت البلدة تضم ستة منازل فقط ، تم إنشاء القرية عام 1855 وتم بناء 96 منزلاً . تم ترقيته إلى رتبة بلدية كاملة في 10 ديسمبر 1868 ، بما في ذلك ثلاث تكتلات ، عين البيضاء الكبيرة (العاصمة) ، مسكيانا وخنشلة.
رُقيت عين البيضاء إلى رتبة بلدية كاملة عام 1868 ويبلغ عدد سكانها 4051 نسمة ، من بينهم 386 "أوروبيًا":
| عين البيضاء (ولاية أم البواقي) | خلال السنوات الأربع التي قضاها على رأس فرقة قسنطينة ، عارض الجنرال ديسفو دائمًا إنشاء بلدية كاملة في عين البيضاء ، والتي أصبحت ، منذ الاحتلال الفرنسي ، مركزًا أوروبيًا مهمًا. في 8 أغسطس 1868 ، أذن الجنرال بيريغو ، خليفته ، بهذا الخلق. وبموجب مرسوم صادر في 10 يوليو 1865 ، تم التوقيع عليه بغياب الإمبراطور من قبل الإمبراطورة أوجيني دي مونتيجو، كونتيسة طيبة ، كسر عين بيدة بعيدا عن القيادة العليا للحراكتاس وأصبحت بلدية كاملة. بقلم M.Bourrel ملازم في الفوج الخامس من Tirailleurs الجزائريين في 8 فبراير 1904 | عين البيضاء (ولاية أم البواقي) |

## مساحتها
مساحة عين البيضاء تقدر بـ:52 كلم2 (عين البيضاء تابعة ل: ولاية أم البواقي)

## عدد السكان
يبلغ عدد سكان عين البيضاء 118662 نسمة حسب إحصاء 2008 وهي مدينة عريقة أسسها الفرنسيون المستعمرون سنة 1850م كما أن لها جدور في الماضي تعود إلي الفترة الرومانية

## المرافق والمنشآت

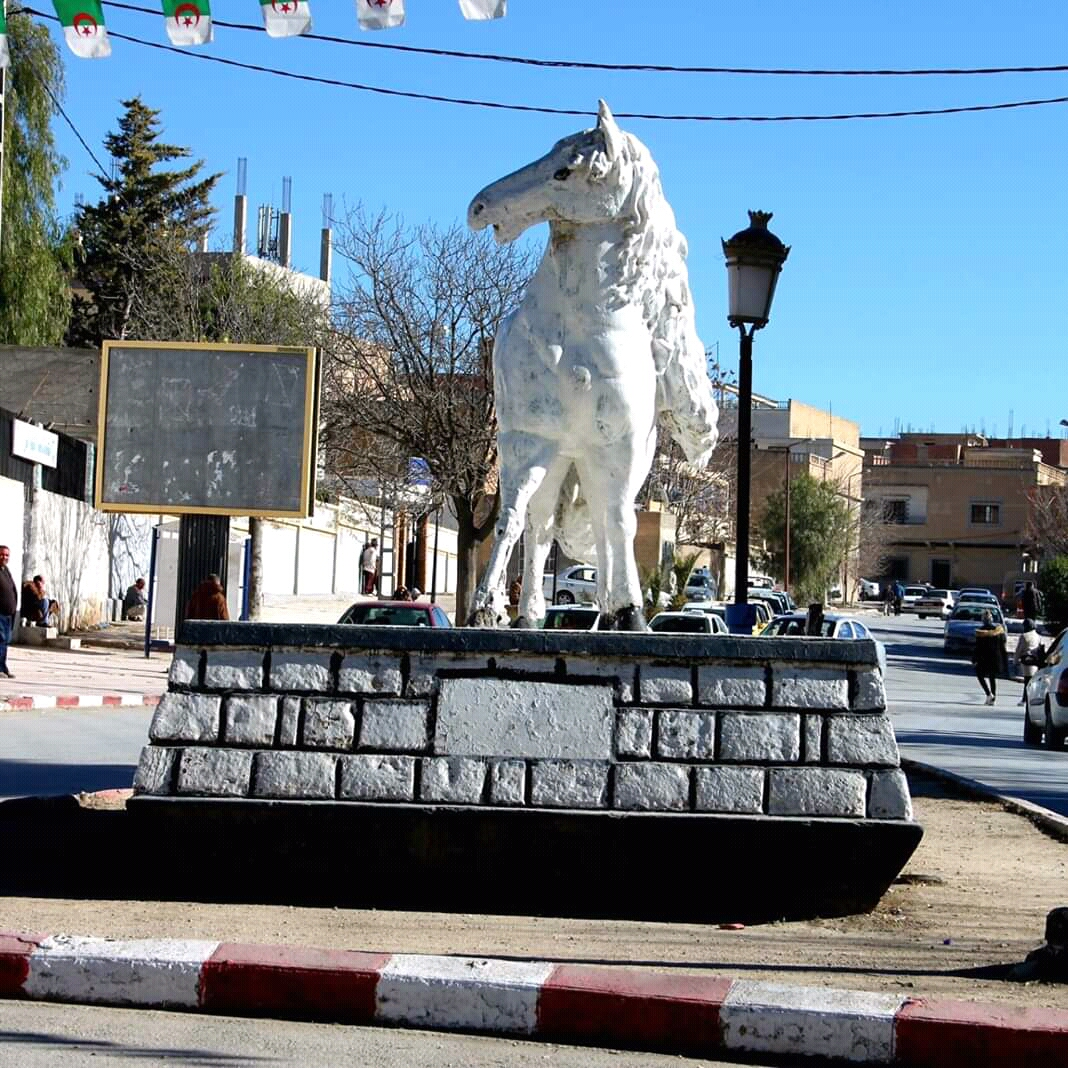
وسط مدينة عين البيضاء

### مرافق عامة
- 2 مستشفيات
- ومركز ثقافي واحد وألحقت له دار الثقافة مؤخرا
- قاعات السينما
- تحتوي المدينة على ملعبين لكرة القدم الأول معشوشب طبيعيا ذو سعة تقد بـ 10.000 متفرج وهو مخصص لفريق اتحاد عين البيضاء
- الملعب الثاني فهو مخصص للفريق الثاني اتحاد بلدية عين البيضاء.يلعب فيه أيضا اتحاد عين البيضاء

### ملحقات فرعية للبلدية الرئيسية
1. بئر وناس.
2. ملحق بلدية الفيراي
3. أحمد ابن موسى
4. في سعيدي الجموعي.
5. ملحق حواس السعيد

### المؤسسات التربوية
- ثانوية أسماء.
- ثانوية الشيخ الأخضر بوكفة.
- ثانوية الشهيد عبابسة عبد الحميد.
- ثانوية متعددة الاختصاصات (براكنية علي).
- الثانوية الجديدة (طريق مسكيانة)
- ثانوية معمري عبد الرحمان(طريق خنشلة)
- ثانوية الشهيدين الأخوى محمد وأيمن حواس ولاد السعيد مول الحمام لمقابل لابيسين طريق مسكيانة وين دار حلوطة.

- مدرسة للتكوين شبه الطبي.
- القطب الجامعي (كلية العلوم والعلوم التطبيقية)
- مركزين للتكوين المهني. (قدور العربي بطريق خنشلة، والإخوة صالحي بطريق مسكيانة)

- المعهد الوطني المتخصص في التكوين المهني تخصص سياحة وفندقة.

### المساحات الخضراء
- حديقة أول نوفمبر.
- حديقة الأمير خالد.

## مكانة المدينة
ظلت مدينة عين البيضاء، ولفترة طويلة تنجب الرجال من خيرة أبناء الأمة وصفوتها، تدعـوإلى الإسلام، وتدافع عنه، وتعمـل على اصـلاح المجتمع، وتغرس فيه القيم النبيلة، وتحارب صور الانحراف والضلالات والبدع والمنكرات، وتشحذ همم الشباب نحو الأفضل والأصلح في مدرسة جمعية العلماء المسلمين الجزائريين وفي الزوايا والمساجد وقد اعتلى هؤلاء الأعلام المنابر المختلفة، يقدمون الدروس والخطب، ويلقون المواعظ والإرشاد إيمانا منهم برسالة المسجد، النبيلة، للأمر بالمعروف والنهي عن المنكر، بما أوتوا من علم وفقه وقدوة وأسوة ولكم بذل معظم هؤلاء الفطاحل وخاصة إبان فترة الاحتلال الفرنسي لبلدنا جهودا مضنية، بشكل تطوعي للمحافظة على بيضة الإسلام في هذي الربوع، والذي سعى النصارى بكل الوسائل إلى طمس معالمه، وتشويه صورته الناصعة وتشويش مفاهيمه الساطعة، وإقلاب حقائقه الثابتة فسخروا لذلك أذيال الطرقية المنحرفة، الضالة المضلة، الذين استحالوا إلى أبواق الفتنة والجمود كما أنبرى آن الكريم والنحو والصرف والإعراب والبلاغة، وتفسير سور القرآن الكريم وآياتها أما جيل الاستقلال من الدعاة، فقد تسلموا المشعل لمواصلة الدعوة بين فئة الشباب بالخصوص فانتشروا عبر مساجد المدينة، ينشرون العلم، والنصح والتوعية، يعرضون الإسلام في أزكى صوره، من مصادره الصحيحة ومنابعه الصافية، فالتف حولهم الشباب، فاستفادوا منهم أيما استفادة، بعيدا عن الغلو والإفراط والتفريط، وروح التشدد والتنطع.. كما ظهر على الساحة نخبة من الأعلام في التخصصات الأخرى، كالأدب والشعر والفن التشكيلي في أرقى معاني الذوق الجمالي، فشهدت لهم صفحات الجرائد، ودور العرض، بما انفردوا به من تميز وامتياز.

## أعلام مدينة عين البيضاء
- لعروسي خليفة
- عيسى الجرموني
- رشيد القريشي
- معروف مصطفى
- أبو بكر بن بوزيد
- محمد العيد آل خليفة
- الشيخ زيناي بلقاسم
- الأخضر بوكفة
- عبد القادر خياري
- سعيد زموشي
- محمد النجار الحركاتي
- الشيخ مصطفى بزاز المدعو (بنڨس)

## خاتمة
المدينة الآن رغم أنها ليست عاصمة الولاية إلا أن بها أكبر تجمع سكني وعدد سكانها حوالي 200 ألف نسمة 76 بالمئة منهم من الشباب حسب إحصائيات 2010.